# Jordania na Letnich Igrzyskach Olimpijskich 2004
Jordanię na Letnich Igrzyskach Olimpijskich 2004 reprezentowało 8 sportowców.

## Skład kadry

### Jeździectwo
Mężczyźni:
- Ibrahim Bisharat - 55 miejsce

### Lekkoatletyka
Mężczyźni:
- Khalil Al Hanahneh - bieg na 100 m - Runda 1: 10.76 s

Kobiety:
- Basma Al Eshosh - bieg na 100 m - Runda 1: 12.09 s

### Pływanie
Mężczyźni:
- Omar Abu-Fares

Kobiety:
- Samar Nassar

### Taekwondo
Mężczyźni:
- Ibrahim Kamal - 4 miejsce

Kobiety:
- Nadin Dawani

### Tenis stołowy
Kobiety:
- Zeina Shaban